# Ковжун Павло Максимович
Павло́ Макс́имович Ко́вжун  (нар. 3 жовтня 1896, с. Костюшки, нині Овруцький район, Житомирська область — 15 травня 1939, Львів) — український графік, маляр і мистецтвознавець, спершу представник футуризму, у 1920-х — конструктивізму з використанням елементів українського бароко. Учасник Перших Визвольних змагань 1917—1921 років.

## Життєпис
Павло Ковжун Народився 3 жовтня 1896 року в селі Костюшках на Волині. Батько його, Максим, був лікарем (помер 1919 року), мати — Марія з Пеньковських.
Професійні обов'язки батька зв'язали дитячі роки Павла з Білою Церквою, а хлопчачі і молодечі з Ак Мечетом у Криму. Там же почав Павло свою шкільну освіту, яку закінчив 1914 року на малярському відділі художнього училища в Києві.

### Київський період
Першими учителями Ковжуна-маляра були: Григорій Дядченко, Микола Пимоненко, Іван Макушенко, Ганна Крюгер-Прахова, Іван Селезньов і Олександр Мурашко. Разом з ними на Ковжуна впливали такі його товариші: Охрім Судомора, Крижанівський, Роберт Лісовський, Василь Семенко та Іван Кавалерідзе. Крім цього понад мистецьким Києвом ширяли імена петербурзьких знаменитостей, як: Білібін, Реріх і Нарбут. Поза школою, в якій покутували ще останні відгомони сецесії й малярського «народництва», передискутовувалися проблеми модного в передвоєнних роках футуризму.
Восени 1913 року (за іншими даними в лютому 1914-го) Ковжун разом з братами Василем та Михайлем Семенками створили перший футуристичний мистецький гурток «Кверо». У стилі футуризму були перші графічні праці Ковжуна, опубліковані в 2-му збірнику Гуртка (Місто, Вулиця, Танго і Пейсаж).
Вимоги мистецького оформлення тогочасної української книжки й журналу в Києві викликали в нього зацікавлення бароковою добою української графіки. В дусі прогомонілої сецесії скомпонував Ковжун першу свою книжкову обгортку для Винниченкового «Хведька Халамидника», в дусі змодернізованого українського бароко стилізував заставки, ініціали й кінцівки для цілої низки київських журналів, як «Огні», «Маяк», «Дзвін» і «Сяйво». Бароко, сецесія й футуризм довго змагаються в графічній творчості молодого Ковжуна, поки зустріч з Нарбутом не прикувала його на довший час до переможного поїзду «нарбутизму».
Перший публічний виступ на Українській Виставі Картин у Полтаві здобув Ковжунові умовне признання з уст Дмитра Антоновича, другий, на 3-й виставці картин мистців-киян був його блискучою перемогою. П'ятнадцять виставлених тоді графічних робіт Ковжуна закуплено до кращих київських збірок, а вся преса була переповнена похвалами для молодого мистця.

### Перша світова війна й визвольні змагання
Мобілізація на Першу світову війну заскочила Ковжуна в Криму. Закінчив 6-місячний курс 2-ї школи прапорщиків південно-західного фронту в Житомирі. 1915 року опинився на Румунському фронті. Був двічі поранений. Вибираючись на фронт познайомився з ріднею своєї майбутньої дружини Тамари Ковалевської.
На фронті, здебільша в перших бойових лініях, пробув Ковжун до Жовтневого перевороту й розвалу царської армії. Наприкінці війни редагував газету «Козацька думка» (орган 26-го Українського корпусу) у Могилеві.
Війна, мобілізація, побут на фронті, а відтак пропагандивна праця в українських частинах царської армії, не ослабили в Ковжуна зацікавлення для мистецтва ні на хвилину. Як тільки опинився в Києві (в 1917 р.), поруч з обов'язками старшини, сповняє обов'язки маляра-графіка й мистця-організатора.
1918 року працював у Інформаційному бюро Сірої дивізії. Брав участь у бойових діях проти Першої радянської української дивізії та червоноармійців на півночі Правобережної України. У квітні 1919 був учасником боїв на польському фронті.
Ковжунові, що ознайомився на фронті з тайнами друкарсько-видавничої справи, припала роль видавничо-графічного оформлювання книг та журналів. Одночасно Ковжун пробує скористати з побуту й праці Нарбута в Києві. Записується в його майстерню при новозаснованій Академії Мистецтв, але скористати з професорської допомоги Нарбута йому таки не доводиться. Обов'язки старшини відривають його від справ мистецтва й нарешті примушують до еміграції поза Збруч.
Після поразки Армії УНР перебував у таборі в Пикуличах.
Працював у Перемишлі в мистецькій майстерні, яку організував колишній командир Сірої дивізії Борис Палій-Неїло.

### Львівський період
Восени 1921 року Ковжун разом з сім'єю оселився у Львові на Знесінні.
Першим з головніших етапів праці Ковжуна для мистецької культури Галичини був літературно-мистецький місячник «Митуса», якого чотири зшитки появилися продовж січня—квітня 1922 р. Поруч Романа Купчинського й Василя Бобинського, був Ковжун членом його редакційної колегії; йому теж слід приписати заслугу доволі небуденного типографічного оформлення видавництва.
З черги ілюструє Ковжун . сатирично-гумористичний журнал «Будяк», робить обгортки та заставки для видань «Червоної Калини» й «Просвіти», але найвищого рівня свого технічного уміння й творчої інвенції досягає в цілому циклю обгорток для перевидаваних Ф. Федорцевим творів Івана Франка.
1922 року за активної співучасті Ковжуна повстав у Львові «Гурток діячів українського мистецтва». Головою його вибрано Петра Холодного, а Ковжун, як член Виділу, був найактивнішим його членом і співучасником усіх його імпрез.
Першою з них була виставка, організована в червні 1922 року. Ковжун був у її журі, а також представив на ній свої твори.
Спочатку пробував заробляти на життя копіями з найпопулярніших картин. У 1922-1924 роках Федь Федорців здійснив перевидання творів Івана Франка, для якого Ковжун виконав графічний дизайн 7 обкладинок у стилі ар деко. Також Ковжун виконав обкладинки до чотирьох випусків Франкових казок, що вийшли друком у той самий час.
Але й успіх книжкових та журнальних обкладинок не міг забезпечити прожитку, тому доводилось «доробляти» малюванням церков.

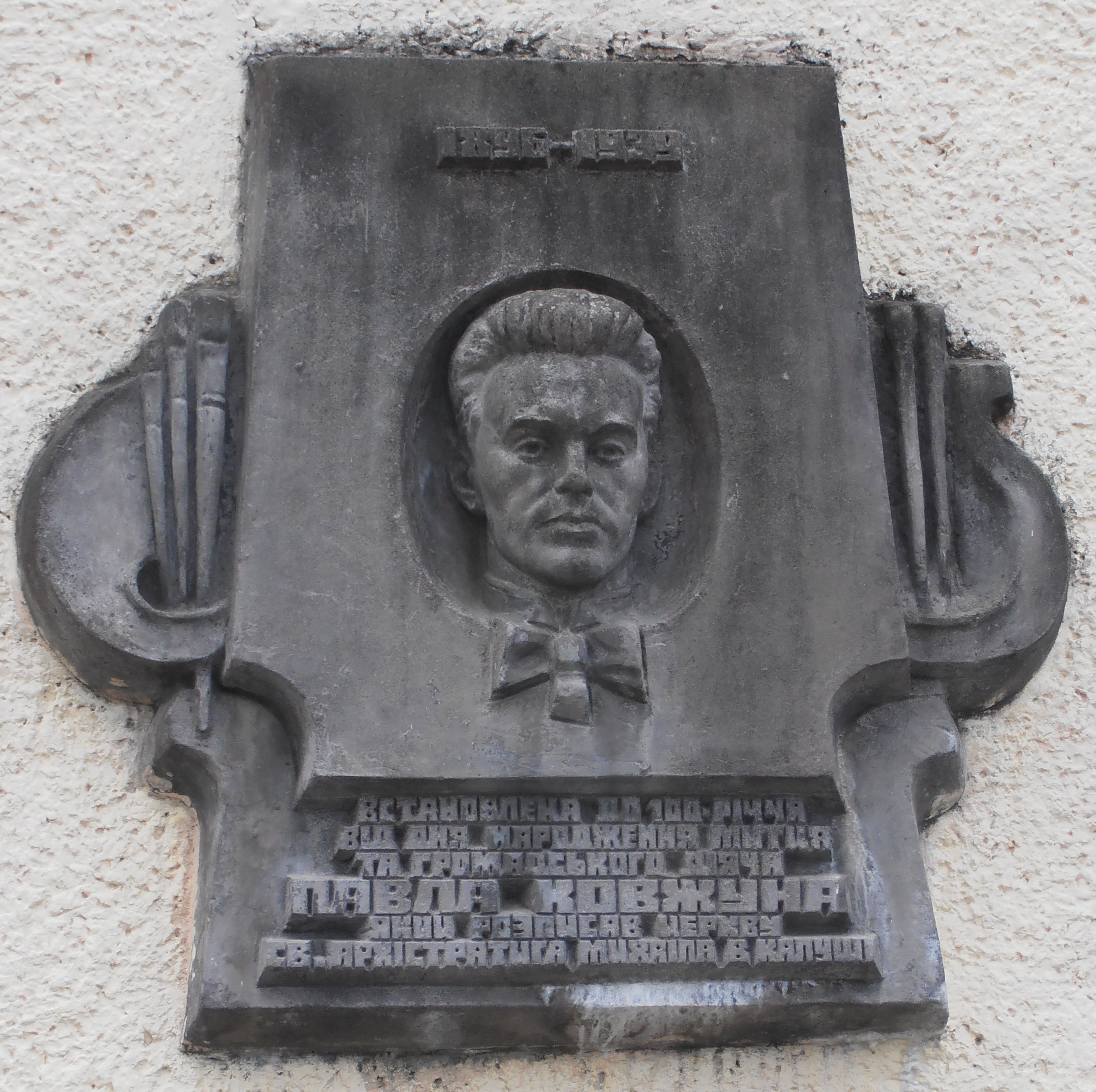
Меморіальна дошка Павлу Ковжуну в Калуші

1928 року об'єднався з Михайлом Осінчуком у малярську спілку. Разом вони створили 12 (за іншими даними 20) поліхромій в українському візантійському стилі[джерело?] в церквах: Покрови Пресвятої Богородиці в Гримайлові (влітку 1928), Пресвятої Трійці в Озерні (1929), апостолів Петра і Павла у Сокалі (1929—1933), Архистратига Михаїла в Зашкові, Різдва Пречистої Діви Марії у Долині (1931), Різдва Пречистої Діви Марії в Миклашеві (1932), Наконечне (1937), Архистратига Михаїла в Калуші (1938), Святого Іллі в Стоянові (1934) та мистецьких монографій.
1931 року зароблені розписом церков кошти дозволили митцям вирушити в подорож Італією та Францією.
В 1937 р. відбув Ковжун поїздку до Берліна, де в Українському Науковому Інституті прочитав серію викладів про українське мистецтво, виданих пізніш друкованим конспектом, що досі залишається може єдиною спробою класифікації сучасного українського мистецтва.
У Берліні перебував мистець уже хворий, з докучливою шлунковою недугою, що сильно дезорганізувала його мистецьку працю. Ця недуга й була причиною загального фізичного ослаблення, що стало пізніш вирішальним у критичних днях 13—15 травня 1939 р., коли то організм був безсильний реагувати на гостре запалення легенів і привів до катастрофи.
Поховали Павла Ковжуна у Львові в середу дня 17 травня 1939 р., на 51-му полі Личаківського кладовища.

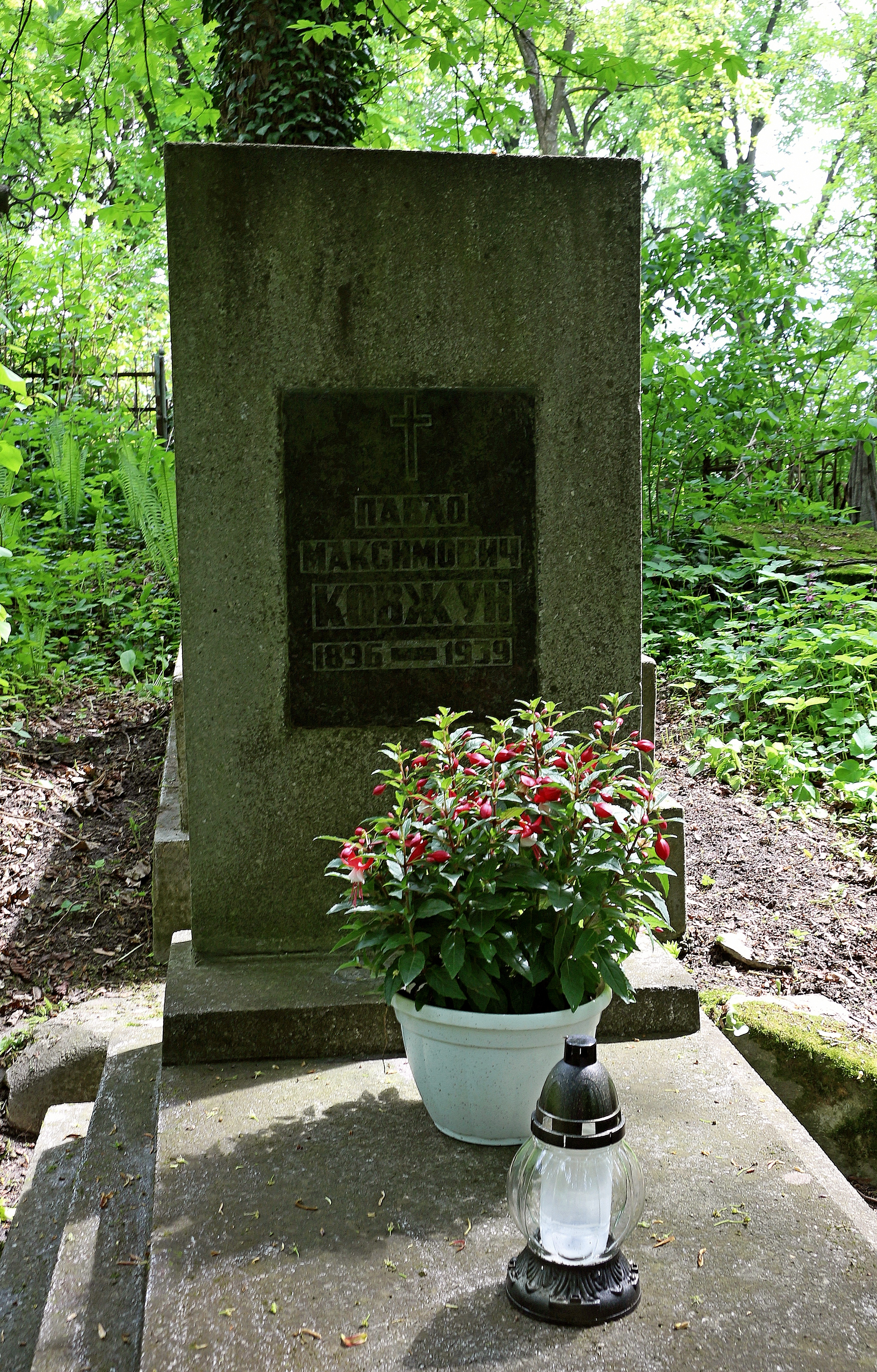
Пам'ятник на могилі Павла Ковжуна

У другій виставці «Гуртка», що відбулася в травні 1923 року, взяв Ковжун ще живішу участь, як у попередній, виставляючи свої олійні етюди, оригінали книжкових обгорток, видавничих марок, заставок та карикатур. Кількість і якість його графічних експонатів не залишала вже найменшого сумніву про керівну роль Ковжуна в графічному оформленні українського друку.
У третій (1924) та четвертій (1927) виставках «Гуртка» Ковжун уже участи не брав. В лоні «Гуртка» почалася криза — частина його членів-основників станула збоку, частина залишилася на старих позиціях, а частина висунула гасло перебудови нашого мистецького життя на нових, західно-європейських засадах. Провідником тих останніх був Ковжун.
Та поки його гасло можна було зреалізувати, Ковжун не покладав рук, при чому вже відтоді помітна в нього характеристична переміна: Графічне перо й малярський пензель чимраз рідше служать йому до праці над власним самовдосконаленням. Здебільша користується він ними для заробітку, а майже всю свою енергію та інвенцію повертає на організацію мистецького життя і пропаганду українського мистецтва.
Очевидно, від першого свого виступу на галицькому ґрунті до останніх днів життя Ковжун остає на першому пляні, як безконкуренційний мистець книжки й такий же маляр-декоратор, але все, що він у тому напрямі дає, повстає якось між іншими, твориться на маргінесі мистецької організації й пропаганди, що від занепаду «Гуртка» та народження АНУМ-у захопило його цілого. Його Графічний дорібок, помножуваний наче автоматично з року на рік, здобуває стільки питомого тягару, що навіть без його особливих заходів і ініціативи здобуває перше місце в цілій низці виставок, організованих у краю і закордоном.
Так було з участю експонатів Ковжуна на графічних виставах у Празі (1924), Брюсселі (1927), Лос-Анджелес (1931), в Берліні (1933) і Римі (1938).
В міжчасі здобувся Ковжун на дві монументальні публікації, в яких його графічний талант заблис усіми веселковими барвами. Перша — це збірка його графік, друга — це «Екслібріс», найвибагливіша з українських книг двох останніх десятиліть.
«Графіки» появилися в 1924 р., себто приблизно в десятиліття першого публічного виступу Ковжуна. З того часу проминуло нових п'ятнадцять літ. Та хоч тих п'ятнадцять років збагатили скарбницю Ковжунового графічного надбання кількакратно, то суттєво й формально не вийшло воно надто далеко поза раз накреслені межі. Кубізм і бароко, експресіонізм і конструктивізм, раз читка <і ядерна, то знов нервозна і розхристана лінія, при заєдно незрівняній фінезії графічної каліграфії — оце характеристичні елементи графіки Ковжуна, як цілости.
Одною з ділянок графічної тематики Ковжуна став екслібріс. Монументом цього шляхетного Ковжунового змагання був його «Екслібріс» (1932 р.). Громадянство, що про його бібліофільство можна говорити тільки з гіркою усмішкою на устах, діждалося репрезентаційного і люксусового видання, що перед здивованими чужинцями свідчило про «розцвіт» нашого бібліофільства, а графічну культуру української книжки, з одного маху, підтягло до європейського рівня. Об'єктивно дивлячись на справу, зродила цей збірник не пекуча необхідність, але амбіція… Ковжуна, який вірив у те; що поставивши громадянство перед доконаний факт, втягне його в орбіту мистецьких зацікавлень та естетичних переживань, з якими нерозривно зв'язана культура книжки і друку сучасної Европи. Доречі, «Екслібріс» не стався зворотним пунктом у нашому книголюбстві, але на фронті нашої мистецької репрезентації і пропаганди серед чужинців зайняв одно з чолових місць. А про це в першу чергу Ковжунові й ішло…
Для тієї ж мети організував Ковжун участь українських екслібристів у Виставі Словянського Екслібрісу у Львові (1930). Низка експонатів, як з совєтської України, так і з Галичини, вдаряв своєю новочасною культурою і фінезією. З галицьких графіків визначався перш-за-все П. Ковжун, що в тій ділянці виявив себе мистцем дуже високої міри". Не меншою радістю сповнила серце Ковжуна ціла бібліотека рецензій на українську графічну виставу в Берліні (1933) і то не тільки тому, що одним з чолових героїв тої вистави був сам Ковжун. його радував успіх української Графіки, для якої він пожертвував львину частину часу, енергії й інвенції, що були йому так дуже потрібні для власної творчости.

### АНУМ
1930 року влаштував Ковжун посмертну виставу свого приятеля Василя Крижанівського, а 1931-го разом з іншими мистцями остаточно оформив Асоціацію незалежних українських мистців, яка того самого року виступила перед громадянством із своєю 1-ю виставкою.
Характер першої виставки АНУМ-у, в якій поруч українських мистців з краю і закордону взяли участь провідні представники сучасного мистецтва Франції, Італії та Бельгії, мав свою вимову. «Нашою метою було зібрати перш-за-все твори чужинних мистців, що належать до того самого покоління і що змагаються з тими самими проблемами». Так писав у передмові до каталогу Святослав Гординський. Гординський, що разом з Ковжуном, до-решти перетравивши елементи українського бароко та народницького етнографізму, повернув колесо українського мистецтва в бік сучасної Європи.
Ковжун помістив в катальоґу першої Анумівської вистави заголовки п'ятьох своїх експонатів. На виставі не було ніодного з тих експонатів. Як потім виявилося, Ковжун, за чужими справами, не вспів приготовити власних експонатів. Це загрозливе для Ковжуна явище повторювалося і підчас чергових вистав.
Друга з черги вистава АНУМ-у була присвячена графіці (1932). Її організація, а в першу чергу об'ємистий, обильно ілюстрований каталог, це заслуга і досягнення Ковжуна. Між іншими вперше на цій виставці познайомилося галицьке громадянство з оригінальними графіками Нарбута.
Третя виставка була присвячена Олені Кульчицькій, що в той час (1933), святкувала 25-літній ювілей своєї творчости. Крім каталогу вийшла тоді в серії Анумівських видань прегарно ілюстрована й типографічно оформлена монографія мисткині.
1934 року відбулась 5-та виставка АНУМу, яка була збірною презентацією праць Лева Ґеца, а на переломі 1934/1935 років шоста виставка АНУМу, до каталогу якої Ковжун написав вступ, оформив каталог і саму виставку, але участи в ній не взяв.
В липні 1935 року відбулася індивідуальна виставка Миколи Глущенка. Ковжун знову був ініціятором і аранжером виставки, як теж редактором каталогу, у передмові до якого дав вичерпний вибір голосів критики про творчість Глущенка.
В осьмій Анумівській виставі приняв Ковжун участь уже не тільки, як її ініціатор та аранжер. Вистава була присвячена Митрополитові Шептицькому і Ковжун обіслав її шістьома експонатами.
З черги відбулася вистава О. Грищенка (1938). Всю її спровадив до Львова і змонтував Ковжун, що теж зладив катальог і вичерпний вступ до нього. Він завжди мріяв про те, щоб познайомити львівську публику з творчістю наших передових «парижан». На жаль, з цілого- задуманого циклю їхніх вистав удалося Ковжунові зааранжувати всього дві: Глущенка й Грищенка. В найближчій черзі мав піти Андрієнко, та на це вже забракло йому… життя.
Дві останні Анумівські- вистави — самоуків (1938) і Лас-овськогО (1939), відбулися наче поза межами безпосереднього зацікавлення і співучасте, хоча за щирою апробатою- і моральною підтримкою Ковжуна. Непомітно для постороннього ока, але неменше вперто й послідовно наближалася катастрофа.

## Творчість
Ковжун наче перемінив, чи розщепив на двоє свою професію. Малярем і графіком залишився майже виключно для хліба, з тим більшою пасією схопивши за перо мистецького пропагандиста, публіциста й монографа. Писати почав Ковжун майже одночасно з малюванням і графікою. Та до якогось часу було це тільки побічне і припадкове його заняття. Чи писав мистецьку хроніку в близьких собі часописах, чи зраджував таємниці своєї мистецької творчости, все те мало характер маргінесовий, незагрозливий для нього, як маляра й графіка.
Та вже передмови до більшости каталоґів Анумівських вистав, як теж чимраз частіші енунціяції в пресі починають міняти ситуацію. Змінилася вона засадничо, коли Ковжун зорганізував і сам почав редагувати орган АНУіМ-у — «Мистецтво» (1932—1936). Більшість статей у ньому й уся редакційна, як теж типографічно-технічна робота належить до Ковжуна. Загалом до кінця 1936 року вийшло 6 номерів «Мистецтва». Ковжунові належиться теж заслуга оформлення і ведення циклю монографій українських мистців, з-поміж яких сам або до спілки з кимсь написав монографії Сахновської, Глущенка, Грищенка й Ґеца. Та мало того. З мистецтвознавчими, інформаційними, чи теоретично-пропаґандивними працями Ковжуна, продукованими масово і систематично, ми стрічаємося не тільки в «Ділі» і "Назустріч?1, але й у "Польсько-українському Бюлетені'1 та в львівській «Жінці», де він виступає під іменем і прізвищем своєї матері — Марії Пеньковської.
В 1937 р., підчас свойого побуту в Берліні, виголошує Ковжун у Науковому Інституті цикль викладів, що опубліковані дали повний конспект сучасного українського мистецтва. Ковжун публікує свої мистецтвознавчі праці скрізь і ще на кілька днів перед смертю заносить до «Діла» полемічну статтейку «Дещо про походження Ю. Коссака», що появилася вже по смерті автора…
Поруч з малярством займався Ковжун публіцистикою, був активний у громадському й політичному житті, при чому як організатор і звязковий у мистецькому світі поклав просто неоцінені заслуги. З терпеливістю і консеквенцією, з якою цизелював свої графічні праці, писав він і експедіював листи в усі сторони світа, де тільки бачив можливість досягти чогось у користь українського мистецтва. Був час, коли Ковжун майже всеціло віддав себе мистецтвознавству, при чому недостатки теоретичного підготовлення надолужував ентузіязмом і тонким розумінням мистецьких цінностей, що випливали з його пристрасно-безпосереднього відношення до мистецтва.
Його олійні картини й ґваші, мальовані не для прожитку, належать правда до рідкостей, але й тому вони непомірно цінні, як автентичні документи його малярського світосприймання.
Віддавав перевагу книжковій графіці (обкладинки, екслібриси, видавничі знаки, плакати, ініціали, карикатури).
Обкладинки до книг (твори Івана Франка, ілюстрації до альманаху «Сонцецвіт», видання Антона Крушельницького), екслібриси, промислова графіка, розписи; нариси про Миколи Глущенка, Льва Ґеца.
Автор статей на мистецькі теми й про діячів культури. Учасник багатьох виставок (Прага, Брюссель, Варшава, Берлін, Рим, Неаполь). Редактор журналів «Митуса» та «Мистецтво». У 1930-х роках в Українському науковому інституті (Берлін) прочитав цикл лекцій з історії українського мистецтва.
Помер 15 травня 1939 року у Львові. Похований на 21 полі Личаківського цвинтаря.